# Kishin Douji Zenki
Kishin Douji Zenki é um single de Hironobu Kageyama e Hitomi Takimoto. Foi lançado em 21 de janeiro de 1995 pela Nippon Columbia e possui quatro faixas.

## Produção
O single possui duas músicas. A faixa-título foi composta para ser a primeira abertura do anime Zenki. Já a outra faixa, "Egao wo Ageru", foi o primeiro encerramento.
Como parte da divulgação, Kageyama foi desenhado no mangá gravando a música.
A composição das músicas ficou por conta de Gouji Tsuno, que já trabalhou na trilha de diversos animes e séries de tokusatsu, incluindo Choujin Sentai Jetman e músicas da franquia Bakusō Kyōdai Let's & Go. Já o letrista Reo Rinuzuka esteve envolvido em trilhas de vários animes.

## Legado
Kageyama incluiu a canção "Kishin Douji Zenki" em seus álbuns comemorativos Hironobu Kageyama 20th Anniversary Eternity e Kage chan Pack ~Kimi to Boku no Daikoushin~, além de em seu álbum ao vivo Power Live'95 CYVOX.
Ambas as faixas estão presentes em inúmeros álbuns da franquia Zenki, como Kishin Douji ZENKI Character Song Collection Taose! Jashin Karma!! e Kishin Douji ZENKI Best Selection Vajra!!.

## Recepção
O site NetLab, da ITMedia, organizou um ranking das melhores músicas de Kageyama por votação popular, e "Kishin Douji Zenki" ficou na 15ª colocação.

## Faixas
| N.º            | Título                                        | Letras            | Música         | Arranjo        | Duração |  |
| 1.             | "Kishin Douji Zenki" (voz: Hironobu Kageyama) | Reo Rinozuka      | Gouji Tsuno    | G. Tsuno       | 4:17    |  |
| 2.             | "Egao wo Ageru" (voz: Hitomi Takimoto)        | Mitsuko Shiramine | G. Tsuno       | G. Tsuno       | 4:14    |  |
| 3.             | "Kishin Douji Zenki (Original Karaoke])"      | instrumental      | G. Tsuno       | G. Tsuno       | 4:17    |  |
| 4.             | "Egao wo Ageru (Original Karaoke])"           | instrumental      | G. Tsuno       | G. Tsuno       | 4:11    |  |
| Duração total: | Duração total:                                | Duração total:    | Duração total: | Duração total: | 16:59   |  |